# Graziano Origa
Graziano Origa (Dolianova, 22 novembre 1952 – Quartu Sant'Elena, 18 giugno 2023) è stato un artista, giornalista, illustratore e autore di fumetti italiano.

## Biografia
Operò in campo editoriale come autore e creativo indipendente dal 1972 e fu giornalista professionista dal 1976. Art director, saggista, fotografo, artista punk e poeta dell'immaginario grafico, divenne noto per i suoi libri sui fumetti e per i suoi ritratti pittorici di personaggi famosi.
Esordì al principio degli anni settanta sul quotidiano L'Unione Sarda e su riviste di settore quali Esquire & Derby, Prima Comunicazione, if, ABC.
Nel 1973 stampò la rivista underground Contro e nello stesso anno fondò lo StudiOriga con un gruppo di aspiranti fumettisti (fra cui Corrado Roi, Fabio Civitelli, Enea Riboldi che diventeranno disegnatori di Dylan Dog, Tex Willer, Dampyr della Bonelli Editore). In quegli anni pubblicò con Edizioni Ottaviano L'enciclopedia del fumetto
Da marzo del 1978 diresse Gong, periodico di musica rock e cultura giovanile.
L'anno dopo creò il movimento denominato PUNK ART, una filosofia di vita che si esplica con happening trasgressivi e quadri 'foto-grafici' di personaggi italiani della moda, della politica e della cultura, da Moro a Pier Paolo Pasolini fino a Sid Vicious e Giorgio Armani. Origa diventò quindi protagonista del mensile di moda decadente Punk Artist. 
Nel 1980 girò il film Punk Artist The Movie e pubblica il volume Diary of a Punk Artist, manifesto di Comportamentistica & Gossip.
Dal 1983 - con il suo partner fotografo Joe Zattere - visse a New York, Miami e Key West. A Manhattan il suo lavoro consisteva in illustrazioni e ritratti per l'unico quotidiano statunitense in lingua italiana America oggi, il mensile Executive, il settimanale hard-trash Screw Magazine, The Advocate e le riviste patinate Torso, Blueboy, e la più nota testata sui fumetti americani The Comics Journal. A New York collaborò con Andy Warhol e Keith Haring.
Tornato in Italia, fondò varie riviste fra cui il mensile Focus (arte e fotografia, 1985) e Fumetti d'Italia (1992), news magazine del settore per il quale crea anche Videomax, avventure seriali di un hacker supereroistico.
In oltre trentacinque anni di attività realizzò una decina di guide tra cui Enciclopedia del Fumetto (due volumi, Ottaviano, 1977), I mondi di Dylan Dog (1992), Incredibili Comics! (2003) e il libro di ritratti di personalità celebri Faces (2009) pubblicato dalla Rossi Project di New York.